# Itálie na Zimních olympijských hrách 1992
Itálii na Zimních olympijských hrách 1992 reprezentovalo 107 sportovců, z toho 79 mužů a 28 žen ve 11 sportech.

## Medailisté
| Medaile | Jméno                                                                      | Sport           | Disciplína                            |
| ------- | -------------------------------------------------------------------------- | --------------- | ------------------------------------- |
| Zlato   | Alberto Tomba                                                              | Alpské lyžování | Muži obří slalom                      |
| Zlato   | Josef Polig                                                                | Alpské lyžování | Muži kombinace                        |
| Zlato   | Deborah Compagnoniová                                                      | Alpské lyžování | Ženy super-G                          |
| Zlato   | Stefania Belmondová                                                        | Běh na lyžích   | Ženy 30 km (volný styl)               |
| Stříbro | Alberto Tomba                                                              | Alpské lyžování | Muži slalom                           |
| Stříbro | Gianfranco Martin                                                          | Alpské lyžování | Muži kombinace                        |
| Stříbro | Marco Albarello                                                            | Běh na lyžích   | Muži 10 km (klasicky)                 |
| Stříbro | Maurilio De Zolt                                                           | Běh na lyžích   | Muži 50 km (volný styl)               |
| Stříbro | Giuseppe Puliè Marco Albarello Giorgio Vanzetta Silvio Fauner              | Běh na lyžích   | Muži štafeta 4 x 10 km                |
| Stříbro | Stefania Belmondová                                                        | Běh na lyžích   | Ženy stíhací závod 10 km (volný styl) |
| Bronz   | Giorgio Vanzetta                                                           | Běh na lyžích   | Muži stíhací závod 15 km (volný styl) |
| Bronz   | Giorgio Vanzetta                                                           | Běh na lyžích   | Muži 50 km (volný styl)               |
| Bronz   | Bice Vanzetta Manuela Di Centaová Gabriella Paruzziová Stefania Belmondová | Běh na lyžích   | Ženy štafeta 4 x 5 km                 |
| Bronz   | Hansjörg Raffl Norbert Huber                                               | Saně            | Muži dvojice                          |